# Neveklov

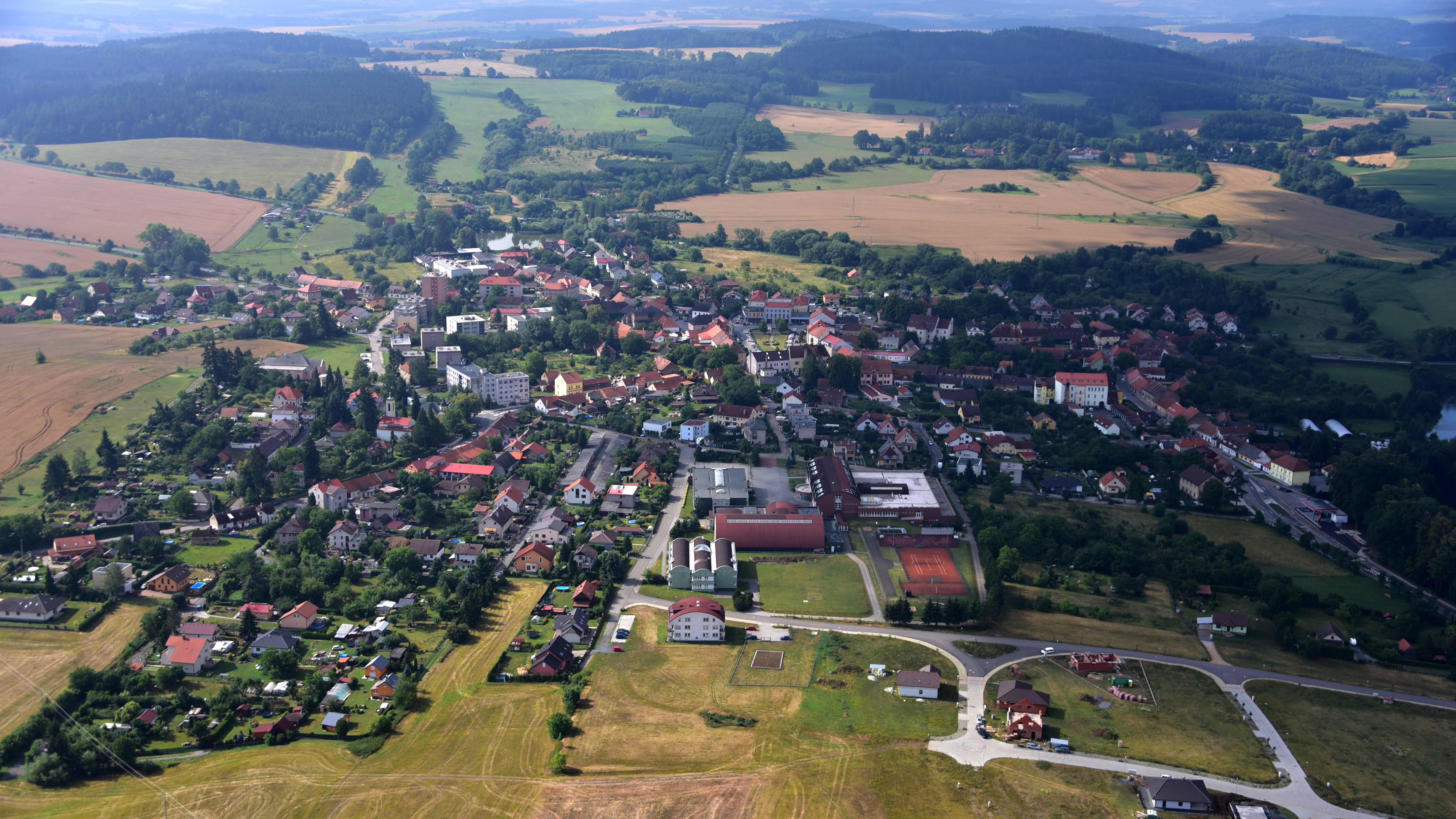
Neveklov, Luftaufnahme (2018)

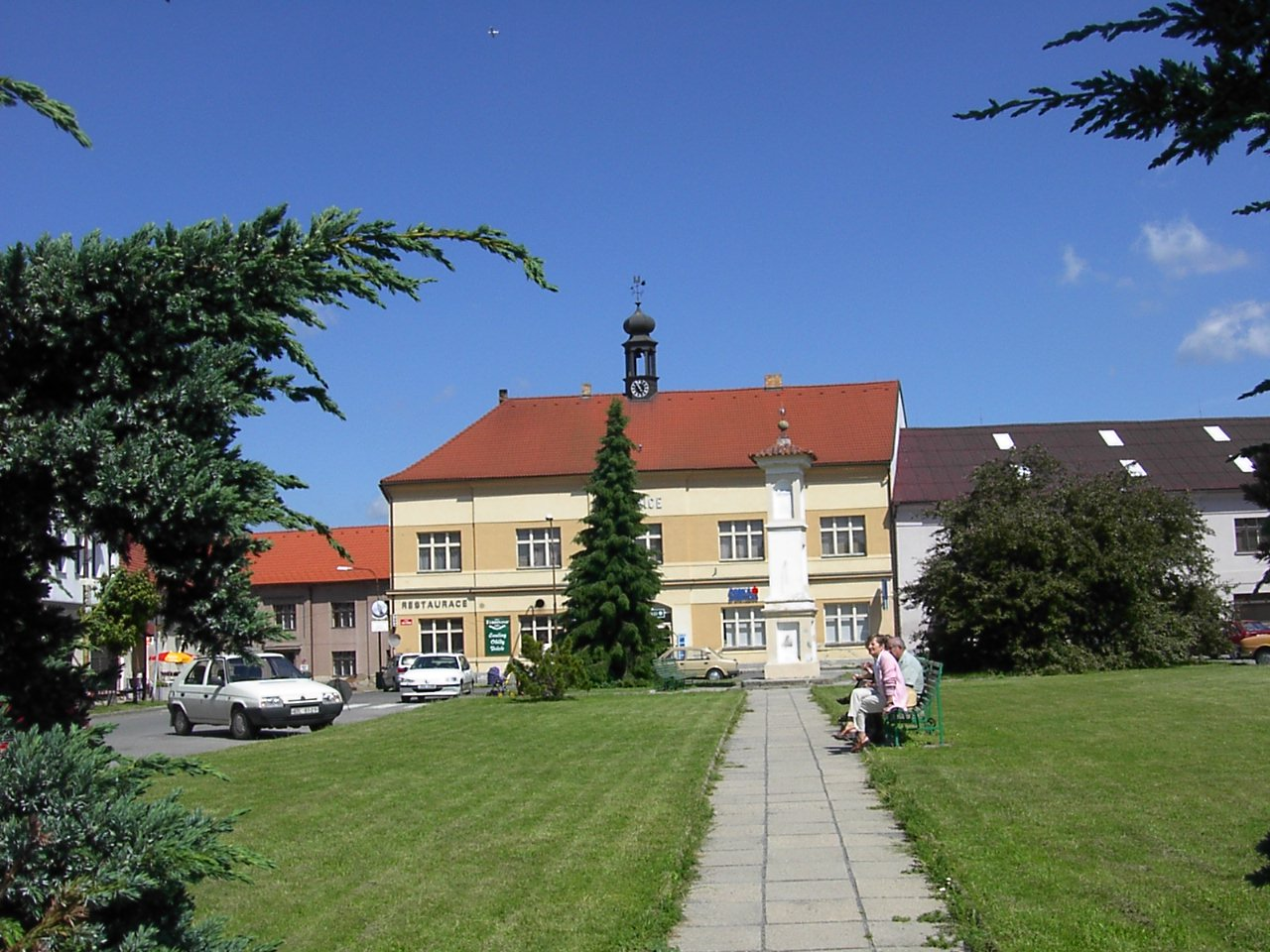
Stadthalle in Neveklov

Neveklov (deutsch Neweklau, auch Neveklau) ist eine Stadt in Tschechien. Sie liegt elf Kilometer südöstlich von Benešov und gehört zum Okres Benešov.

## Geographie
Die Stadt befindet sich am Hügel Skalka (422 m) zwischen den Talmulden der Bäche Tloskovský potok und Neveklovský potok im Beneschauer Hügelland. Nordöstlich erhebt sich der 536 m hohe Neštětická hora, auf dessen Gipfel ein Aussichtsturm errichtet wurde. Westlich der Gemeinde im Moldautal liegt die Trinkwassertalsperre Slapy. Neveklov ist der Kreuzungspunkt der Staatsstraße 114 zwischen Benešov und Dobříš mit der 105 von Sedlčany nach Jílové u Prahy.
Nachbarorte sind Tloskov, Borovka und Ouštice im Norden, Lipka und Chvojínek im Nordosten, Dubovka, Neštětice und Zaječí im Osten, Zderadice im Südosten, Řehovice im Süden, Zádolí und Vlkonice im Südwesten sowie Stranný im Westen.

## Geschichte
Die erste urkundliche Überlieferung von Neveklov stammt aus dem Jahre 1285, als Heinrich I. von Rosenberg den Ort an das
Kloster Zderaz verkaufte. Später gelangte der Ort als Pfandbesitz an weltliche Herren, von denen ihn Vladyk von Neveklov bis in die Mitte des 16. Jahrhunderts hielt. Seit 1550 gehörte Neveklov zur Herrschaft Tloskov.
1563 wurde Neveklov durch Ferdinand I. zum Markt erhoben. Der Ort erhielt ein Wappen und das Recht zur Abhaltung eines Jahrmarktes; seinen Bewohnern wurden Erleichterungen bei den Frondiensten gewährt. Wegen seiner Beteiligung am Ständeaufstand 1618 wurde der Besitz von Smil z Hodějova konfisziert und 1622 an den Katholiken Paul Michna von Vacínov verkauft, der in Neveklov die Rekatholisierung durchsetzte.
1630 gründete die jüdische Gemeinde eine Begräbnisbrüderschaft und 1689 entstand südlich des Ortes der jüdische Friedhof, der bis 1939 genutzt wurde.
1752 vernichtete ein Großbrand 50 Häuser und 1772 starben 133 Einwohner an der Pest. 1790 und 1814 brachen erneut verheerende Brände aus.
Nach der Ablösung der Patrimonialherrschaften wurde Neveklov 1848 zur selbstständigen Marktgemeinde. Neveklov war Sitz eines Bezirksgerichtes (Gerichtsbezirk Neweklau). 1872 erwarb der Mitbegründer der Maschinenfabrik Breitfeld & Daněk, Vincenc Daněk, das Schloss Tloskov. Im Jahre 1885 entstand das neue Rathaus, das zusammen mit einem Hotel errichtet wurde.
Während der deutschen Besetzung wurde Neweklau einschließlich 71 Dörfern der Umgebung ab dem 1. September 1942 zwangsgeräumt und der Truppenübungsplatz Beneschau der Waffen-SS, der ab 1943 den Namen SS-Truppenübungsplatz Böhmen erhielt, errichtet. Bis dahin lebten in dem Ort eine größere Zahl jüdischer Bewohner, die zur Arbeit in die Landwirtschaft abtransportiert wurden und schließlich der Shoah zum Opfer fielen. Nach dem Ende des Zweiten Weltkrieges kehrten die Bewohner von Neveklov zurück und begannen mit dem Wiederaufbau des durch die Militärübungen verwüsteten Ortes, in dem es zuerst die Gefahren durch herumliegende Minen und Granaten zu beseitigen waren.
1946 ging das Schloss Tloskov an den Verband der Erfinder über und ab 1954 an eine Produktionsgenossenschaft für Spielwaren. 1958 ging das Schloss in den Besitz der tschechoslowakischen Armee über und seit dem 1. November 1959 dient es als Jugendsozialfürsorgeanstalt.
Am 10. Oktober 2006 wurde Neveklov zur Stadt erhoben.

## Ortsgliederung
Die Stadt Neveklov besteht aus den Ortsteilen Bělice (Bieleitz), Blažim (Blaschim), Borovka (Borowka), Dalešice (Daleschitz), Doloplazy (Doloplas), Dubovka (Dubowka), Hůrka Kapinos (Hurka Kapinos), Chvojínek (Klein Chwojen), Jablonná (Jablonna), Kožlí (Koschli), Lipka, Mlékovice (Mlekowitz), Nebřich (Nebschich), Neštětice (Neschtietitz), Neveklov (Neweklau), Ouštice (Auschtitz), Přibyšice (Pribischitz), Radslavice (Radslawitz), Spolí (Spoli), Tloskov (Tloskau), Zádolí (Sadol) und Zárybnice (Saribnitz).

## Sehenswürdigkeiten

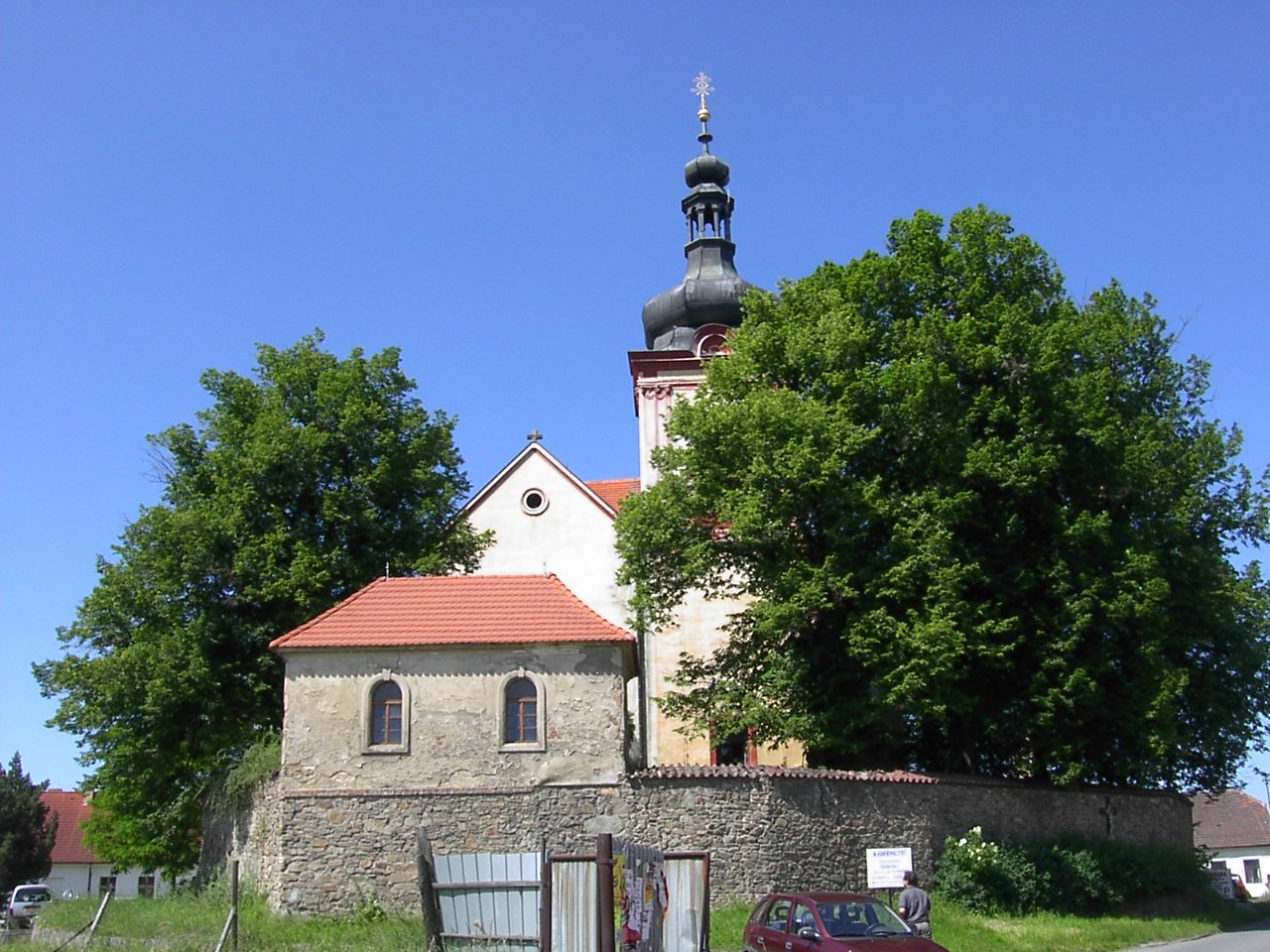
Kirche St. Gallus

- Kirche St. Gallus, erbaut im 13. Jahrhundert und in der zweiten Hälfte des 17. Jahrhunderts barock umgestaltet, der Kirchturm wurde nach dem Brand von 1790 wieder aufgebaut.
- Pfarrhaus, errichtet 1750 bis 1752 und nach dem Brand von 1814 wiederaufgebaut
- Synagoge, das 1657 errichtete Bauwerk wurde zwischen 1670 und 1680 umgebaut. Nach einem Brand erfolgte 1730 der Wiederaufbau in barocker Gestalt. Seit 1945 dient das Gebäude als Lagerhalle.
- Pestsäule, aufgestellt 1773
- Neštětická hora mit Aussichtsturm bei Chvojínek
- Jüdischer Friedhof, südlich der Stadt, die gut erhaltene Anlage ist verwildert und nicht zugänglich
- Barockschloss Tloskov

## Söhne und Töchter der Stadt
- Hugo Winternitz (1868–1934), Mediziner
- Jan Heřman (1886–1946), Pianist und Pädagoge